# Поліцейський пес
«Поліцейський пес» (англ. Show Dogs) — сімейний пригодницький фільм 2018 року про напарників: поліціянта і його собаку, який вміє розмовляти; їм доведеться розкрити афери з незаконного продажу тварин.

## Сюжет
Досвідчений поліцейський собака Макс разом з напарником-людиною натрапляє на слід контрабандистів, які займаються незаконною торгівлею тваринами. Злодії викрали дитинча панди з зоопарку. Агент Френк Мослі з Максом вирушають за злочинцями до Лас-Вегаса.
Для відволікання уваги Максові необхідно взяти участь у виставці собак. Ротвейлер за короткі терміни вчиться бути зразковим. Елітні представники насторожено приймають його, але все змінюється, коли перша красуня Дейзі закохується в Макса. Між тренуваннями та участю в відбіркових турах триває робота над пошуком контрабандистів. Стає відомо, що фіналіст конкурсу в небезпеці. Макс впорався з усіма завданнями, проте переможницею стає Дейзі. Через штовханину поліціянти не встигають врятувати фіналістки.
Пташки-інформатори допомагають знайти склад з кліткою. Дейзі намагаються продати українській фермі тварин. Крім того, там були панда та тигр, яким вдалося вилізти з клітки. Бандитові Габріелеві вдається втекти літаком, але разом з ним летить і розлючений тигр.
У ранкових новинах повідомляють про повернення дитинчати панди матері та затримку розтерзаного Габріеля. Собака Персефона виявляється агентом під прикриттям. Вона дуже задоволена роботою Макса, тому пропонує йому перейти на наступний рівень. На що він погоджується.

## У ролях
| Актор             | Роль      |
| ----------------- | --------- |
| Вілл Арнетт       | Френк     |
| Наташа Лайонн     | Метті     |
| Омар Шапарро      | Габріель  |
| Олівер Томпсетт   | Чонсі     |
| Ludacris          | Макс      |
| Джордін Спаркс    | Дейзі     |
| RuPaul            | Персефона |
| Габріель Іглесіас | Спрінклз  |
| Шакіл О'Ніл       | Карма     |
| Стенлі Туччі      | Філіпп    |
| Алан Каммінг      | Данте     |

## Створення фільму

### Виробництво
Знімання фільму відбувалося спочатку в Кардіффі, а потім в Лас-Вегасі.

### Знімальна група
- Кінорежисер — Раджа Госнелл
- Сценаристи — Макс Боткін, Марк Гаймен
- Кінопродюсери — Діпак Наяр, Філіп фон Алвенслебен
- Композитор — Ейтор Перейра
- Кінооператор — Девід Макі
- Кіномонтаж — Девід Фрімен, Сабріна Пліско
- Художник-постановник — Аманда Мак-Артур
- Артдиректори — Симона Де Анжеліс, Роберт Гейнес, Пол Лютер Джексон, Кеті Мак-Грегор
- Художник-костюмер — Клер Фінлі
- Підбір акторів — Мішель Гуіш[5]

## Сприйняття
Фільм отримав переважно негативні відгуки. На сайті Rotten Tomatoes оцінка стрічки становить 17 % на основі 60 відгуків від критиків (середня оцінка 3,2/10) і 26 % від глядачів із середньою оцінкою 2,0/5 (664 голоси). Фільму зарахований «гнилий помідор» від кінокритиків та «розсипаний попкорн» від глядачів, Internet Movie Database — 3,5/10 (2 926 голосів), Metacritic — 31/100 (14 відгуків критиків) і 1,5/10 (27 відгуків від глядачів).